# Naberezhnye Chelny
Naberezhnye Chelny (tiếng Nga: На́бережные Челны́; tiếng Tatar: Яр Чаллы, đã Latinh hoá: Yar Çallı) là một thành phố lớn thứ nhì ở Cộng hòa Tatarstan, Nga. Thành phố có dân số 509.870 người (theo điều tra dân số năm 2002. Đây là thành phố lớn thứ 31 của Nga theo dân số năm 2002.
Là một trung tâm công nghiệp lớn, Naberezhnye Chelny nằm bên sông Kama khoảng 225 km về phía đông của Kazan gần hồ chứa nước Nizhnekamsk. Thành phố phục vụ như là trung tâm hành chính của Tukayevsky huyện, mặc dù nó không phải là hành chính một phần của nó. Dân số: 513.220 người (Kết quả Tổng điều tra sơ bộ 2010), 509.870 người (2002 Tổng điều tra dân số), 500.309 (Điều tra dân số 1989).
Khu định cư đã được thành lập năm 1172. Đã được cấp tình trạng thị trấn vào ngày 10 tháng 8 năm 1930, và được gọi là Brezhnev (theo Leonid Brezhnev) giai đoạn 1982-1988.
Xe tải Kamaz và ZMA được sản xuất ở đó, và thành phố là một trong những trung tâm kế hoạch lớn nhất trong thế giới liên quan đến sản xuất xe. Với hơn hai dặm vuông dành riêng để sản xuất, nhà máy Kamaz là nhà máy sản xuất xe lớn nhất thế giới.
Công ty công nghệ SPRUT, công ty lâu đời nhất của Nga phát triển của máy tính dựa trên phần mềm CAx SprutCAM được thành lập năm 1987 tại Naberezhnye Chelny.

## Thành phố kết nghĩa
- Liêu Thành, Trung Quốc (từ năm 2009)